# Shin Lim

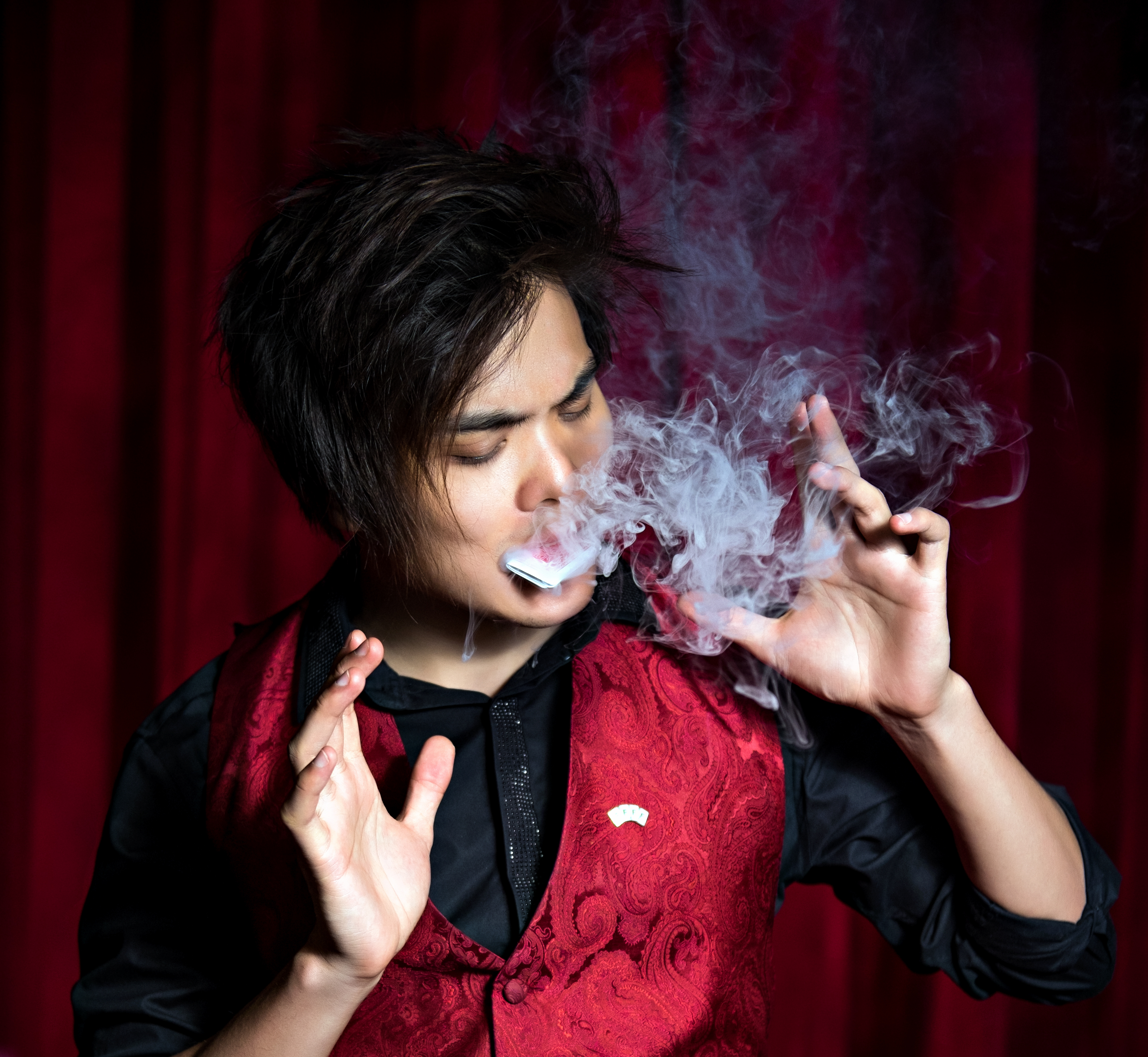
Shin Lim (2016)

Shin Lim (* 25. September 1991 in Vancouver, British Columbia) ist ein kanadisch-US-amerikanischer Magier und Kartenkünstler.
Lim wurde 1991 als Kind von aus Singapur stammenden Eltern in Kanada geboren. Er ist Han-chinesischer Abstammung. Die Familie siedelte zurück nach Singapur, als Lim zwei Jahre alt war, und zog nach Acton, Massachusetts in die Vereinigten Staaten, als Lim elf Jahre alt war. Lim begann zunächst Violine und Piano zu spielen, bevor bei ihm 2011 das Karpaltunnelsyndrom diagnostiziert wurde. Daraufhin wandte er sich Magie- und Kartentricks zu.
Bekanntheit erlangte er in der Magier-Szene u. a. durch seinen Sieg in der FISM-World Championships of Magic 2015 in der Kategorie Close-Up Card Magic und seinen Sieg in der amerikanischen Fernsehsendung Penn & Teller: Fool Us. 2018 wurde er durch seinen Sieg in der 13. Staffel von America’s Got Talent auch außerhalb dieser Gemeinschaft bekannt. Ein Jahr später gewann er zudem den Ableger von America's Got Talent, die Sendung America's Got Talent: The Champions, in der Gewinner vergangener Staffeln von America's Got Talent gegeneinander antreten.